# Граф Вила-Реал

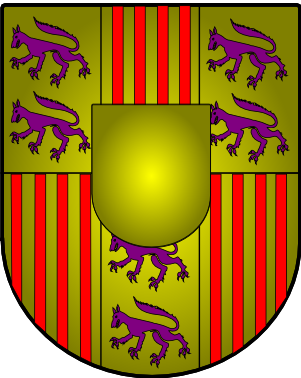
Герб 1-го графа де Вила-Реал и 2-й графини де Вила-Реал.

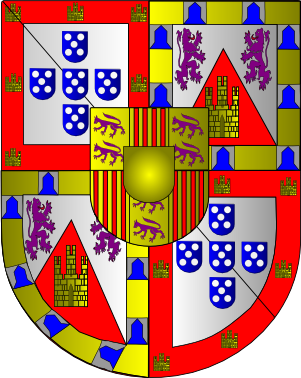
Герб 3-го графа де Вила-Реал и 1-го маркиза де Вила-Реал, выделено на заднем плане королевское происхождение (от династий Португалии и Кастилии), с гербом рода Менезеш сверху.

Граф де Вила-Реал (порт. Conde de Vila Real — португальский дворянский титул, созданный королевским указом в 1424 году королём Жуаном I. Титул был присвоен дону Педру де Менезешу, губернатору португальского анклава в Северной Африке Сеуты, ставшему 1-м графом де Вила-Реал.
Португальское семейство Менезеш к XIV веку представляло собой высшее королевское дворянство, находящееся в родстве с королевской династией. Политический кризис в Португалии конца XIV века, известный как Португальское междуцарствие привёл к смене правящей династии. Семейство Менезиш оказалось в оппозиции к новой династии;  представители рода, поддержавшие Беатрису Португальскую в её противостоянии с принцем Жуаном лишились имущества и титулов, находились в опале, но Педру де Менезеш был лоялен Жуану I. В благодарность за поддержку во время династического кризиса указом нового короля к Педрк де Менезешу перешёл отцовский титул графа де Виана-ду-Алентежу.
Педру де Менезеш участвовал в военных компаниях Жуана I в Северной Африке, проявил себя с лучшей стороны во время битвы при Сеуте в 1415 году, в результате чего король назначил его 1-м Губернатором Сеуты. За заслуги перед королевством в 1424 году Жуан I присвоил Педру де Менезешу созданный для него титул графа де Вила-Реал.
Педру де Менезеш был женат четыре раза и имел трёх законнорожденных дочерей. После смерти Педру де Менезеша титул перешёл к старшей дочери Беатрисе де Менезеш (Беатриш), бывшей замужем за внуком Фернанду I Фернанду де Норонья. Беатриса де Менезеш стала 2-й графиней де Вила-Реал, потомки Беатрисы де Менезеш и Фернанду де Нороньи сначала использовали титул графов де Вила-Реал, а после образования в 1489 году — титул маркизов де Вила-Реал, просуществовавший до 1641 года. Среди потомков Беатрисы де Менезеш и Фернанду ду Нороньи старшие сыновья обычно принимали фамилию Менезеш, а остальные могли иметь фамилию Норонья. Если титул графа де Вила-Реал переходил от одного брата к другому, последний менял фамилию с Норонья на Менезеш. То есть считалось, что титул должен сочетаться с семейством Менезеш. Были примеры, когда потомки Беатрисы де Менезеш и Фернанду де Нороньи просто брали себе фамилию Менезеш-Норонья (порт. de Noronha e Meneses).
В XIX веке король Жуан VI указом от 3 июля 1823 года восстановил титул графа де Вила-Реал (так называемое второе создание), титул был присвоен военному и политическому португальскому деятелю времён Наполеоновских войн Жозе Луишу де Соуза, который в 1855 году был назначен послом Португалии в России, но вскоре после прибытия в Санкт-Петербург скончался.

## Список графов Вила-Реал

### Первое создание титула (1424 — Семейство Менезеш)
1. Менезеш, Педру де (1-й Губернатор Сеуты), 1-й граф Вила-Реал.
2. Беатриш де Менезеш (порт. Brites de Menezes), 2-я графиня Вила-Реал. Её муж Фернанду де Норонья (порт. Fernando de Noronha) также имел право на титул 2-го графа Вила-Реал.
3. Педру де Менезеш (можно встретить в литературе написание Педро ди Менезиш 2-й), сын Беатриш де Менезеш и Фернанду де Норонья, 3-й граф Вила-Реал (1425-1499). В 1489 году был создан новый титул — Маркиз Вила-Реал, Педру де Менезеш стал 1-м маркизом Вила-Реал.

( список маркизов см. Маркиз де Вила-Реал)

### Второе создание титула (1823 — Семейство Соуза Ботелхо)
1. José Luis de Sousa Botelho Mourão e Vasconcelos (1785-1855).
2. Fernando de Sousa Botelho Mourão e Vasconcelos (1815-1858).
3. José Luís de Sousa Botelho Mourão e Vasconcelos (1843-1923).
4. Maria Teresa de Sousa Botelho e Melo (1871- ? ).
5. Francisco de Sousa Botelho e Albuquerque (1909-1966).

## Внешние ссылки
- Genealogy of the Counts of Vila Real (first creation), in Portuguese Архивная копия от 5 октября 2012 на Wayback Machine
- Genealogy of the Counts of Vila Real (second creation), in Portuguese Архивная копия от 18 сентября 2012 на Wayback Machine